# نصرالله بيغلو
نصرالله بيغلو (بالإنجليزية: Nasrollah Beyglu)‏ هي قرية تقع في قسم بائين برزند الريفي في إيران. يقدر عدد سكانها بـ 417 نسمة .